# Keep Smiling
Keep Smiling är det andra studioalbumet från den danska gruppen Laid Back.

## Låtförteckning
1. Elevator Boy 4:55
2. Slowmotion Girl 5:51
3. White Horse 4:42
4. So Wie So 4:31
5. High Society Girl 3:36
6. Don't Be Mean 3:21
7. Sunshine Reggae 4:16
8. Fly Away (Walking in the Sunshine) 8:28